# Ljubižda Has
Lubizhdë e Hasit en albanais et Ljubižda Has en serbe latin (en serbe cyrillique : Љубижда Хас) est une localité du Kosovo située dans la commune/municipalité de Prizren et dans le district de Prizren/Prizren. Selon le recensement kosovar de 2011, elle compte 2 719 habitants, tous albanais.

## Démographie

### Évolution historique de la population dans la localité
| 1948 | 1953 | 1961  | 1971  | 1981  | 1991  | 2011  |
| ---- | ---- | ----- | ----- | ----- | ----- | ----- |
| 909  | 952  | 1 040 | 1 331 | 1 739 | 2 166 | 2 719 |

|  |